# Wieża Srebrnych Dzwonów
Wieża Srebrnych Dzwonów, zwana także Wikaryjską – jedna z wież katedry wawelskiej.

## Historia
Jej przyziemie (do wysokości 12 m) pochodzi z drugiej katedry (tzw. hermanowskiej) z XII w. W XIV wieku Wieża Wikaryjska spaliła się, zachowując samą dolną część. Czworoboczna część ceglana została zbudowana w XIV wieku. W 1530 roku dobudowano wieloboczną część, nad którą umieszczono ozdobny hełm gotycki. W 1796 roku hełm gotycki zamieniono na ostrosłupowy.
Na wieży zawieszone są cztery dzwony: Maciek, Nowak, Goworek i Jan Paweł II. Według legendy w spiżu trzech pierwszych dzwonów znajdować się miała znaczna domieszka srebra, czemu zawdzięczać miały melodyjny dźwięk. Stąd ukuta w XIX wieku nazwa Wieża Srebrnych Dzwonów. Wcześniej wieżę i dzwony nazywano wikaryjskimi, gdyż dzwoniły na nabożeństwa sprawowane przez wikariuszy katedry. 
W przyziemiu wieży znajduje się kaplica rodu Szafrańców.

## Dzwony

### Dzwon Maciek
Ufundowany przez Krakowską Kapitułę Katedralną w 1669 roku. Jest najmniejszym dzwonem katedry wawelskiej. Klosz dzwonu ma średnicę 72 cm i waży 210 kg. Dzwoni tonem cis2.

### Dzwon Nowak
Zwany także Hermanem. Ufundowany przez kanonika krakowskiego Hermana około 1271 roku, za czasów panowania księcia Bolesława Wstydliwego i św. Kingi. jest najstarszym dzwonem katedry wawelskiej. Klosz dzwonu ma średnicę 83 cm i waży 420 kg. Dzwoni tonem cis2.

### Dzwon Goworek
Zwany także Zbyszkiem. Ufundowany około 1423 przez biskupa Zbigniewa Oleśnickiego, bohatera bitwy pod Grunwaldem, późniejszego kardynała. Klosz dzwonu ma średnicę 98 cm i waży 732 kg. Dzwoni tonem h1. 

### Dzwon Jan Paweł II
Ufundowany przez kapitułę katedry na Wawelu z okazji kanonizacji "Papieża Polaka". Dzwon waży pół tony, ma 93 centymetry średnicy, uderza 60 razy na minutę. Zostały na nim umieszczone herb Jana Pawła II i – po łacinie – hasło jego pontyfikatu: „Nie lękajcie się”. W dzwon wtopiono podarowany przez kardynała Stanisława Dziwisza złoty medal wybity na pamiątkę 50-lecia kapłaństwa Karola Wojtyły. Dzwon został odlany w odlewni dzwonów Jana Felczyńskiego w Przemyślu. Dzwoni tonem a1. 

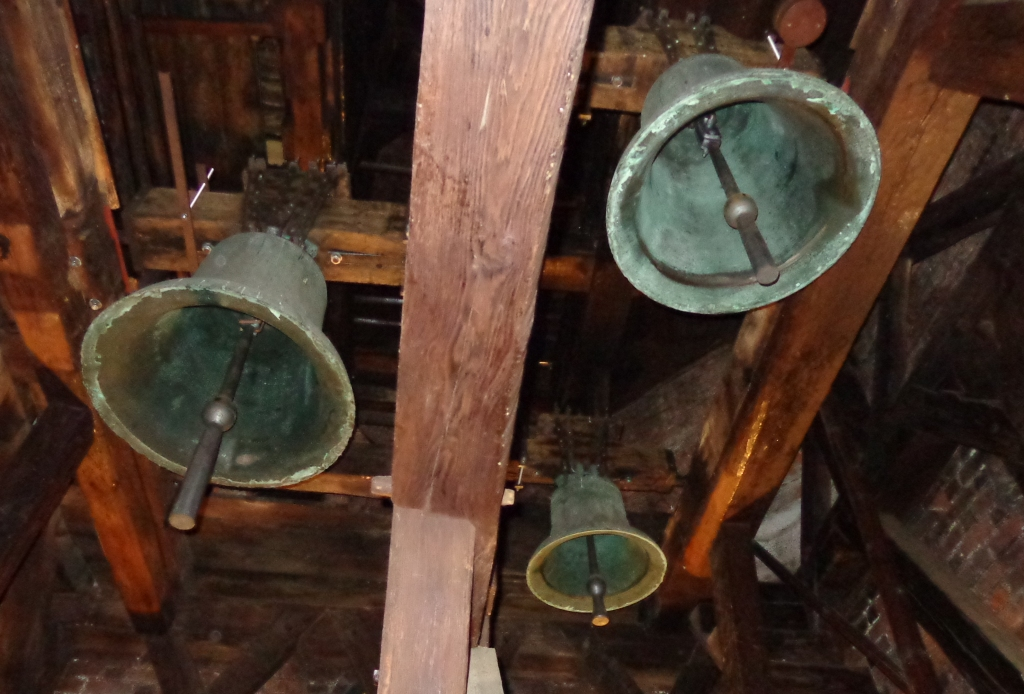
Dzwony (od lewej): Goworek, Maciek i Nowak na Wieży Srebrnych Dzwonów